# Meade County, Kentucky
Meade County är ett administrativt område i delstaten Kentucky, USA, med 28 602 invånare. Den administrativa huvudorten (county seat) är Brandenburg.

## Geografi
Enligt United States Census Bureau har countyt en total area på 840 km². 799 km² av den arean är land och 41 km² är vatten.

### Angränsande countyn
- Hardin County - sydost)
- Breckinridge County - sydväst)
- Harrison County, Indiana - nordost, över Ohiofloden)
- Perry County, Indiana - nordväst, över Ohiofloden)
- Crawford County, Indiana - norr, över Ohiofloden)